# 道二乡
道二乡，是中华人民共和国湖南省湘西土家族苗族自治州花垣县下辖的一个乡镇级行政单位。

## 行政区划
道二乡下辖以下地区：
美惹村、杠掰村、接溪村、道二村、登高村、者仁村、排楼村、朱朝村、杠杠村、紫霞村和辽洞村。